# Zentralschule Weißenburg
Die Zentralschule ist ein Schulgebäude der Grundschule Weißenburg i.Bay. in der Großen Kreisstadt Weißenburg in Bayern im mittelfränkischen Landkreis Weißenburg-Gunzenhausen. Die Schule hat ausgelagerte Schulklassen in den Weißenburger Ortsteilen Dettenheim und Oberhochstatt.
Die Grundsteinlegung des von Wilhelm Kirchbauer geplanten Gebäudes war am 27. Juli 1907, Richtfest am 9. November 1907, Unterrichtsbeginn im Herbst 1908 und die Einweihungsfeier am 28. September 1908. Das Gebäude entstand im Garten der Doerflervilla, die Wilhelm Troeltsch der Stadt Weißenburg überließ.
Das Hauptgebäude in der Schulstraße 6 ist unter der Denkmalnummer D-5-77-177-426 als Baudenkmal in die Bayerische Denkmalliste eingetragen. Der dreigeschossige Gruppenbau ist dreiflügelig und wurde im Heimatstil errichtet.